# Čankovice
Čankovice är en ort i Tjeckien.   Den ligger i regionen Pardubice, i den centrala delen av landet, 110 km öster om huvudstaden Prag. Čankovice ligger 246 meter över havet och antalet invånare är 331.
Terrängen runt Čankovice är platt.Runt Čankovice är det ganska tätbefolkat, med 104 invånare per kvadratkilometer. Närmaste större samhälle är Pardubice, 14,3 km nordväst om Čankovice. Trakten runt Čankovice består till största delen av jordbruksmark.